# Age of Empires: The Rise of Rome
Age of Empires: The Rise of Rome és l'expansió del joc RTS Age of Empires. L'expansió inclou 4 noves civilitzacions: Roma, Cartago, Palmira i Macedònia. A més a més inclou novetats com ara l'accés a l'últim esdeveniment (amb el teclat o el ratolí), cues de producció, avís de tecnologies i edats investigades.

## Noves campanyes
- "l'Ascens de Roma": comença amb la fundació de Roma i acaba amb les guerres púniques.
- "Ave Cèsar": inclou les lluites contra Història de València i la conquesta de la Gàl·lia.
- "Pax romana":comença amb el fi de la República per part d'Octavi August i acaba amb les invasions dels huns (el joc històricament acaba aquí)
- "Enemics de Roma": recrea gestes dels enemics de Roma com ara Hanníbal Barca i la seva travessa dels Alps amb elefants, la Tercera Guerra Grega, o la revolta d'Espàrtac.

## Noves unitats
- Camell: unitat ràpida, efectiva contra cavalleria.
- Soldat amb fona: unitat d'infanteria, efectiva contra arquers.
- Galera de foc: vaixell de guerra, efectiu contra els trirrems però feble contra trirrems amb catapulta. Només la poden construir les civilitzacions que no disposen del trirrem amb catapulta. És una unitat anacrònica al joc.
- Carro escita: és una millora del carro. Obté més atac, armadura, punts de resistència i obté una bonificació d'atac d'àrea (fa mal a les unitats del voltant quan ataca).Molt bo contra infanteria.Requereix la noblesa.
- Elefant armat: és una millora de l'elefant de guerra. Disposa d'un gran atac d'àrea.Requereix l'escut de ferro.

## Noves tecnologies
- Logística: les unitats de la caserna ocupen la meitat de la població.
- Medecina: els sacerdots veuen augmentada la seva capacitat de curació.
- Gran escut rectangular: les unitats d'infanteria reben +1 d'armadura contra armes de projectil (arquers, vaixells i unitats de setge).Històricament es basa en l'escut de les legions romanes, ja que aquestes són les que més es beneficien de la nova tecnologia.
- Martiri: sacrificant els sacerdots mentre fan la conversió, el jugador s'assegura una conversió exitosa. No serveix per a convertir altres sacerdots. Aquesta tecnologia es basa en les persecucions romanes als cristians.

## Bonificacions de les civilitzacions noves

### Roma
- Els soldats amb espasa (soldat amb espasa curta, soldat amb espasa ampla, soldat amb espasa llarga i legió) ataquen un 33% més ràpid.
- Les torres costen la meitat.
- Tots els edificis costen un 15% menys excepte murs, torres i meravelles.

### Cartago
- Els transports es desplacen un 30% més ràpid.
- Les galeres de foc tenen un 25% extra d'atac.
- Els elefants i les unitats d'acadèmia (hoplites, falanges i centurions) tenen un 25% més de punts de resistència.

### Macedònia
- Les unitats d'acadèmia disposen de +2 d'armadura contra projectils.
- Totes les unitats (menys les que ataquen a distància) disposen de dos punts més de visió.
- Les unitats del taller de maquinària de setge costen la meitat.
- Les unitats són 4 vegades més resistents a la conversió.

### Palmira
- Els vilatans costen un 50% més però rendeixen més a l'hora d'obtenir recursos.
- Els camells són més ràpids.
- S'obté el doble d'or per cada viatge de comerç.
- Les taxes dels tributs són gratuïtes.

### Actualització 1.0a[1]
Prement "." es pot localitzar els vilatans inactius.
Els vilatans de la dinastia Shang passen a costar 40 de menjar en lloc dels 35 d'abans.
Els fenicis obtenen una bonificació del 15% de producció de fusta, en lloc del 54% anterior.

## Versió trial
Per tal de conèixer el joc, Microsoft va publicar una versió de demostració per tal que la gent el provi i així pugui decidir si val la pena o no. Es pot descarregar la versió de demostració a la web oficial. Disposa d'una campanya amb 3 escenaris per a un jugador, un mapa multijugador i de 4 civilitzacions. La campanya s'anomena la Primera Guerra Púnica (First Punic War).

## Servidors de servei multijugador
El servidor oficialment "hereu" de l'antic MSN Gaming Zone (servidor fins a l'any 2006) és GameSpy Arcade, però no és l'únic. El que més jugadors té és el Garena, mentre el Gameranger permet jugar a la versió trial (demostració) i el Voobly és el que recorda més l'antic MSN Gaming Zone.

## Edició definitiva
El Juny de 2017, fou anunciada una versió remasteritzada en qualitat 4K amb una banda sonora millorada i d'altres millores. La data de llançament fou el 20 de febrer de 2018.